# Ocala
Ocala är administrativ huvudort i Marion County, USA, i den amerikanska delstaten Florida och säte för College of Central Florida.
Befästningen Fort King byggdes i närheten av den nuvarande staden Ocala år 1827. Orten Ocala uppstod som följd av seminolekrigen där Fort King spelade en central roll. År 1846 blev Ocala administrativ huvudort i Marion County.
Trakten kring Ocala är speciellt känd för hästuppfödning. USA:s jordbruksdepartement inledde 1999 en marknadsföringskampanj som gällde Ocala och omkringliggande Marion County med devisen "The Horse Capital of the World".